# ليلي بنسون
ليلي بنسون (بالإنجليزية: Lily Benson)‏ هي فنانة أمريكية، ولدت في 20 ديسمبر 1986.